# 鳳凰座π
鳳凰座π，又名CP-5310561，HD 224554、SAO 248087、HR 9069，是鳳凰座的一颗恒星，视星等为5.13，位于銀經320.3，銀緯-62.57，其B1900.0坐标为赤經23h 53m 44.9s，赤緯-53° -62.57′ 16″。